# 側邊欄

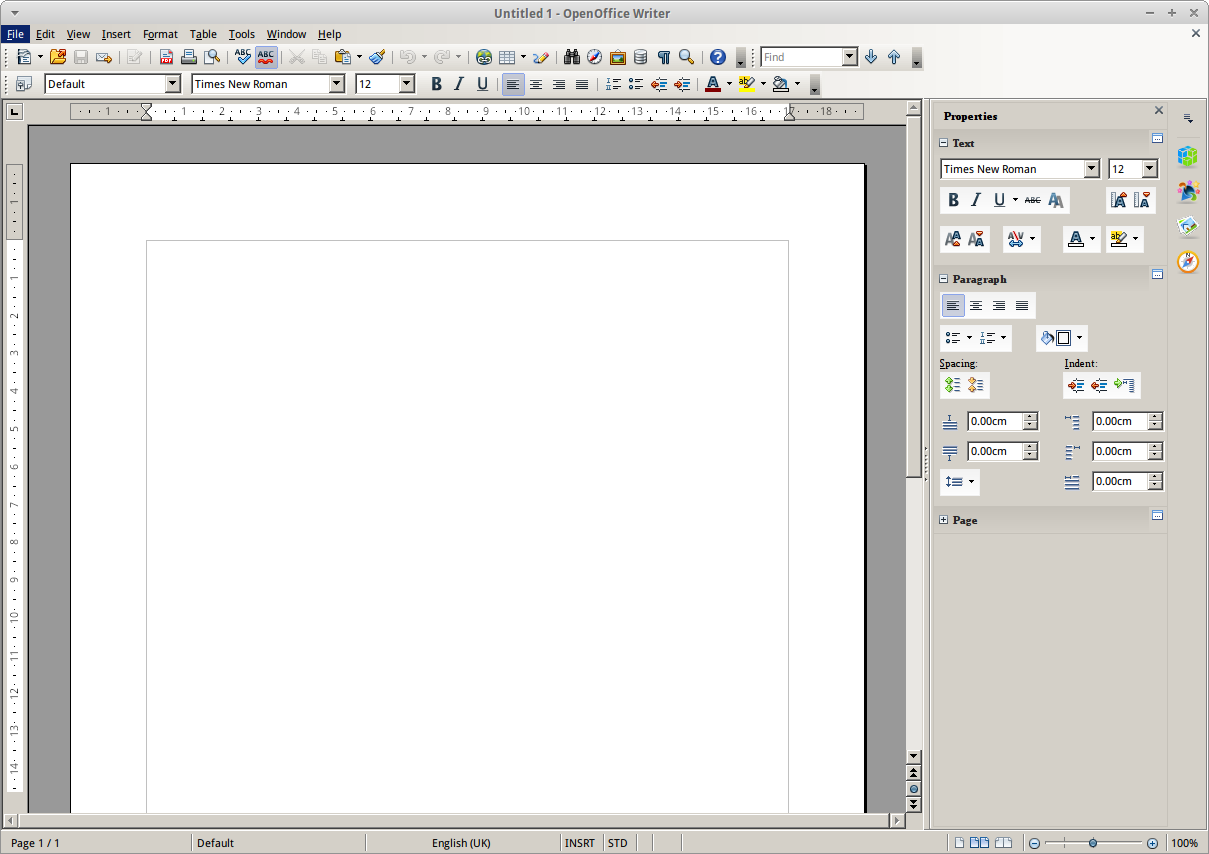
OpenOffice Writer右侧有一个侧边栏

侧边栏是應用程序中常見的控件，它可以在应用程序視窗或操作系统桌面的右侧或左侧显示各种信息和功能。Opera网络浏览器、Apache OpenOffice、LibreOffice、SoftMaker Presentations、Android和文件资源管理器中都能找到側邊欄。